# بطولة أمريكا الجنوبية لألعاب القوى للناشئين 1970
بطولة أمريكا الجنوبية لألعاب القوى للناشئين 1970 هي النسخة الـ 8 من بطولة أمريكا الجنوبية لألعاب القوى للناشئين. أقيمت في كالي. شارك فيها 194 رياضياً من 9 بلدان. كان ملعب باسكوال غيريرو الأولمبي هو الملعب الرئيسي للدورة. تصدرت الأرجنتين جدول الميداليات برصيد 26 ميدالية منها 11 ذهبية.

## جدول الميداليات
| الترتيب | منتخب     | ذهبية | فضية | برونزية | المجموع |
| ------- | --------- | ----- | ---- | ------- | ------- |
| 1       | الأرجنتين | 11    | 10   | 5       | 26      |
| 2       | كولومبيا  | 5     | 1    | 3       | 9       |
| 3       | تشيلي     | 4     | 5    | 7       | 16      |
| 4       | بيرو      | 3     | 4    | 1       | 8       |
| 5       | البرازيل  | 3     | 3    | 6       | 12      |
| 6       | فنزويلا   | 2     | 3    | 3       | 8       |
| 7       | الإكوادور | 0     | 2    | 3       | 5       |